# Gare de Bourg-Bruche
Gare de Bourg-Bruche vasútállomás Franciaországban, Bourg-Bruche településen.

## Vasútvonalak
Az állomást az alábbi vasútvonalak érintik:
- Strasbourg–Saint-Dié-vasútvonal

## Kapcsolódó állomások
A vasútállomáshoz az alábbi állomások vannak a legközelebb:
- Gare de Saales
- Gare de Saulxures
- Gare de Saint-Blaise-Roche-Poutay